# Puerto Ayacucho
Puerto Ayacucho es una ciudad venezolana, capital del estado Amazonas, siendo la más grande localidad del estado, fue fundada el 9 de diciembre de 1924, por el ingeniero-geólogo Santiago Aguerreverre. Tiene una población, según el censo de 2023 de 135 000 habitantes. Está ubicada a la orilla derecha del río Orinoco frente al centro poblado colombiano de Casuarito, al norte del estado en el municipio Atures.
Sus pobladores son mayoritariamente mestizos, fruto de la mezcla entre indígenas y europeos, principalmente españoles. Algunas etnias indígenas que viven en comunidades circundantes a la capital son: los yanomami, baré, wotuja,  jiwi, y los yekuanas.

## Historia

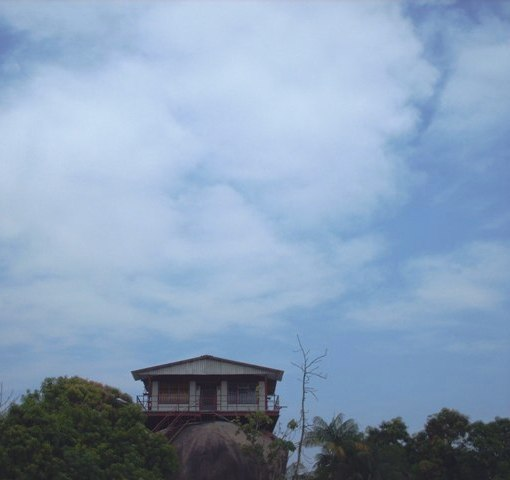
La casa sobre la piedra. Puerto Ayacucho, estado Amazonas. Venezuela 01

La ciudad comenzó a edificarse en el año 1924, durante el gobierno de Juan Vicente Gómez, tras ser alertado el régimen sobre el potencial estratégico y económico de la región. La ciudad fue fundada oficialmente el 9 de diciembre de 1928, en conmemoración de la Batalla de Ayacucho, por iniciativa del ingeniero y geólogo Santiago Aguerrevere.
Su establecimiento marcó el reemplazo de San Fernando de Atabapo, que hasta entonces había servido como centro administrativo de lo que fue primero distrito, luego provincia, más tarde territorio federal y, finalmente, entidad estatal.

Emplazada sobre una enorme roca de granito negro, frente a la ribera colombiana, Puerto Ayacucho se ha consolidado como el principal núcleo urbano del Estado Amazonas, fungiendo además como puerto fluvial estratégico que concentra buena parte de la actividad económica y comercial de la región.

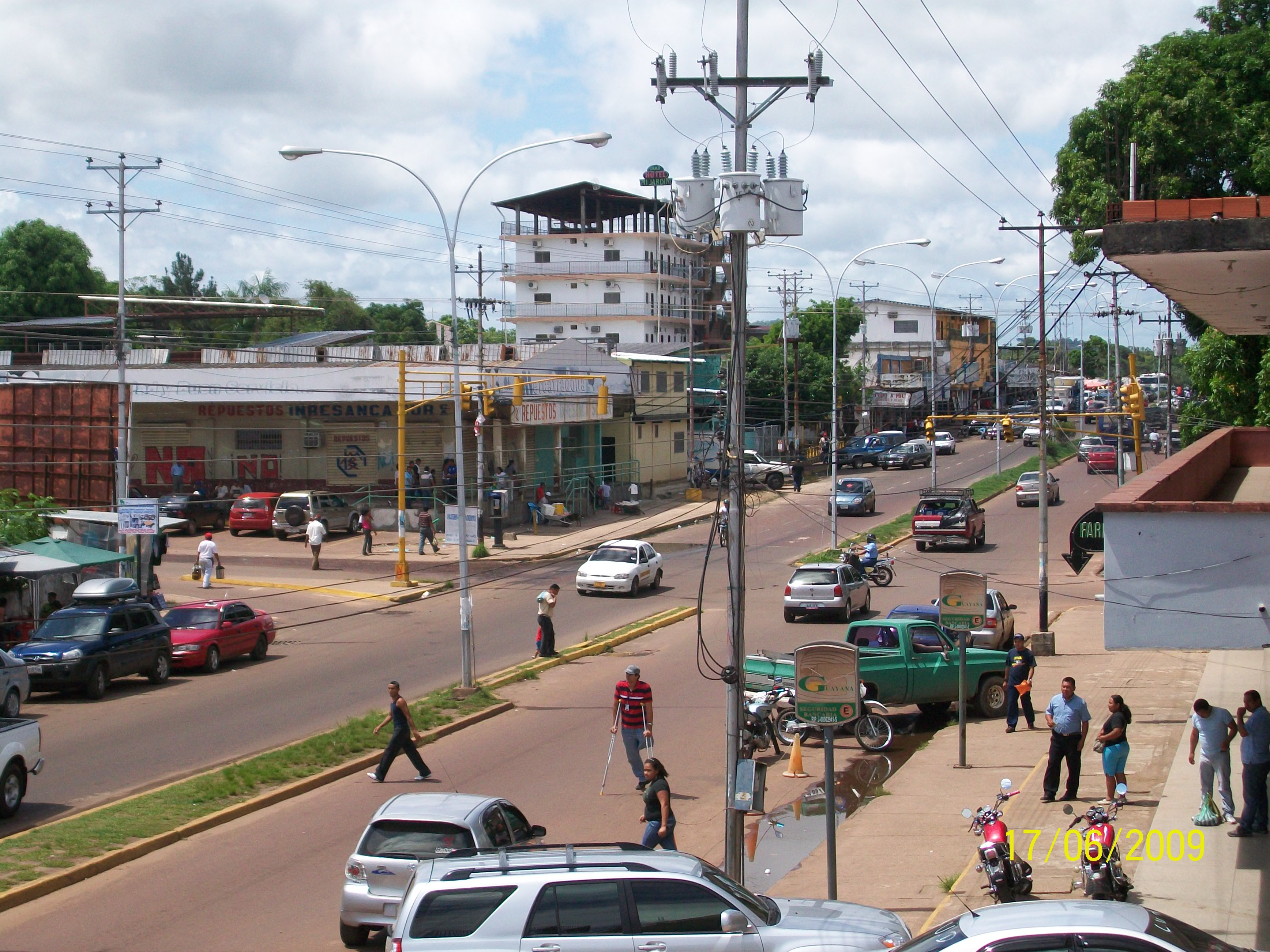
Zona cercana al mercado indígena en el centro de Puerto Ayacucho.

## Vías de acceso
Dos carreteras nacionales la conectan con el resto del país. La primera es la Troncal 12, vía Caicara del Orinoco. La segunda es la Troncal 2, vía San Fernando de Apure, que se interseca con la Troncal 12 en las adyacencias a Puerto Páez Estado Apure. 
La ciudad cuenta con un aeropuerto de carácter nacional, el Aeropuerto Cacique Aramare, ubicado al sur de la ciudad. En la actualidad presta servicios comerciales a través de la aerolínea estatal Conviasa, la cual cuenta con 1 vuelo semanal, el día lunes, desde el Aeropuerto Internacional Simón Bolívar (Maiquetía). Desde el Aeropuerto Cacique Aramare parten vuelos locales a otros centro poblados del Estado, tales como San Juan de Manapiare, Maroa, San Fernando de Atabapo, San Carlos de Río Negro y La Esmeralda.

## Zonas turísticas
- Tobogán de la Selva: es una gran laja (roca) por donde corre el agua formando un tobogán natural que termina en una poza de agua fría.
- Plaza "Rómulo Betancourt": conocida popularmente como "Plaza de Los Indios", es un sitio donde acuden los indígenas que pueblan la zona a vender sus artesanías.
- Museo Etnológico de Amazonas "Monseñor Enzo Ceccarelli": en donde se cuenta con detalle la historia desde la llegada de los misioneros hasta hoy.
- Catedral "María Auxiliadora": construida en 1952, en cuyo interior hay un enorme Cristo pintado al óleo.
- Mercado Indígena.
- Plaza Bolívar.
- Montaña Fría.
- Centro turístico la perla negra
- Raudales de Atures y Maipures.
- El Mirador de Monte Bello.
- Balnearios: Pozo azul, Pozo cristal, Los Márquez, Las Tinajas.

## Clima
Puerto Ayacucho actualmente tiene una temperatura máxima 38 °C y una mínima de 25 °C, su mes más cálido es marzo con una temperatura máxima de 38 °C y una temperatura mínima de 27 °C, mientras que su mes más frío es julio con una temperatura máxima de 30 °C y una mínima de 22 °C.
Los días más calurosos de la ciudad son el 12 y 11 de marzo con una temperatura máxima de 38 °C y una mínima de 27 °C, mientras que sus días más fríos son el 4 y 3 de agosto con una temperatura máxima de 30 °C y una mínima de 22 °C.

El mes más cálido y con menos lluvias en Puerto Ayacucho es enero, que solamente tiene el 8% de las precipitaciones que ocurren en la ciudad, mientras su mes con más lluvias es julio, con el 80% de las precipitaciones.
| Parámetros climáticos promedio de Puerto Ayacucho                      | Parámetros climáticos promedio de Puerto Ayacucho | Parámetros climáticos promedio de Puerto Ayacucho | Parámetros climáticos promedio de Puerto Ayacucho | Parámetros climáticos promedio de Puerto Ayacucho | Parámetros climáticos promedio de Puerto Ayacucho | Parámetros climáticos promedio de Puerto Ayacucho | Parámetros climáticos promedio de Puerto Ayacucho | Parámetros climáticos promedio de Puerto Ayacucho | Parámetros climáticos promedio de Puerto Ayacucho | Parámetros climáticos promedio de Puerto Ayacucho | Parámetros climáticos promedio de Puerto Ayacucho | Parámetros climáticos promedio de Puerto Ayacucho | Parámetros climáticos promedio de Puerto Ayacucho |
| Mes                                                                    | Ene.                                              | Feb.                                              | Mar.                                              | Abr.                                              | May.                                              | Jun.                                              | Jul.                                              | Ago.                                              | Sep.                                              | Oct.                                              | Nov.                                              | Dic.                                              | Anual                                             |
| ---------------------------------------------------------------------- | ------------------------------------------------- | ------------------------------------------------- | ------------------------------------------------- | ------------------------------------------------- | ------------------------------------------------- | ------------------------------------------------- | ------------------------------------------------- | ------------------------------------------------- | ------------------------------------------------- | ------------------------------------------------- | ------------------------------------------------- | ------------------------------------------------- | ------------------------------------------------- |
| Temp. máx. abs. (°C)                                                   | 40                                                | 42                                                | 42                                                | 42                                                | 39                                                | 36                                                | 37                                                | 39                                                | 40                                                | 38                                                | 37                                                | 36                                                | 42                                                |
| Temp. máx. media (°C)                                                  | 34.4                                              | 36.4                                              | 38.3                                              | 35.5                                              | 32.5                                              | 30.3                                              | 30.1                                              | 31.0                                              | 31.9                                              | 32.7                                              | 33.2                                              | 33.5                                              | 33.3                                              |
| Temp. media (°C)                                                       | 28.6                                              | 29.3                                              | 29.6                                              | 28.6                                              | 27.3                                              | 26.5                                              | 26.3                                              | 26.7                                              | 27.2                                              | 27.7                                              | 28.0                                              | 28.1                                              | 27                                                |
| Temp. mín. media (°C)                                                  | 22.7                                              | 23.2                                              | 23.7                                              | 23.6                                              | 23.1                                              | 22.3                                              | 21.3                                              | 22.4                                              | 22.5                                              | 22.7                                              | 22.8                                              | 22.7                                              | 22.8                                              |
| Temp. mín. abs. (°C)                                                   | 15                                                | 17                                                | 16                                                | 14                                                | 12                                                | 14                                                | 11                                                | 9                                                 | 11                                                | 13                                                | 15                                                | 14                                                | 9                                                 |
| Lluvias (mm)                                                           | 31                                                | 36                                                | 74                                                | 163                                               | 311                                               | 408                                               | 398                                               | 298                                               | 198                                               | 183                                               | 127                                               | 42                                                | 2269                                              |
| Días de lluvias (≥ 1.0 mm)                                             | 2.8                                               | 2.9                                               | 5.1                                               | 11.3                                              | 18.2                                              | 22.3                                              | 22.4                                              | 19.5                                              | 14.8                                              | 13.9                                              | 9.4                                               | 5.0                                               | 147.6                                             |
| Horas de sol                                                           | 275.9                                             | 254.3                                             | 248.0                                             | 177.0                                             | 151.9                                             | 129.0                                             | 145.7                                             | 155.0                                             | 168.0                                             | 201.5                                             | 222.0                                             | 260.4                                             | 2388.7                                            |
| Humedad relativa (%)                                                   | 72.4                                              | 70.3                                              | 72.3                                              | 72.8                                              | 74.3                                              | 75.8                                              | 74.5                                              | 72.1                                              | 71.3                                              | 73.4                                              | 72.8                                              | 72.8                                              | 72.9                                              |
| Fuente n.º 1: Instituto Nacional de Meteorología e Hidrología (INAMEH) |                                                   |                                                   |                                                   |                                                   |                                                   |                                                   |                                                   |                                                   |                                                   |                                                   |                                                   |                                                   |                                                   |
| Fuente n.º 2: Hong Kong Observatory (sun only)                         |                                                   |                                                   |                                                   |                                                   |                                                   |                                                   |                                                   |                                                   |                                                   |                                                   |                                                   |                                                   |                                                   |

## Vegetación
Puerto Ayacucho está ubicada en la Selva Amazónica siendo una de las Ciudades más diversas de Venezuela en la vegetación, según Puerto Ayacucho tiene muchos árboles de frutas y hortalizas y sus árboles principales son  mango, plátano, ajo, cereza, cebolla, cacao entre otros.

## Sectores Principales
. Centro
. Barrio Luisa Cáceres de Arismendi
- Guaicaipuro 1

. Urbanización La Piedra
. Urbanización San Enrique
. Sector 57
. Urbanización Marcelino Bueno
. Cariguana
. Sector Atures
. Urbanización El Aeropuerto
. Urbanización Piedra La Tortuga
. Sector Apure
. Sector El Dique
. Urbanización Antonio José de Sucre
. Sector Las jotas
. Barrio Amazonas
. Sector Tobogán de la Selva

## Islas
. Isla Cachama
. Isla Vivoral
. Isla Zamuro
. Isla Chirinos
. Isla Orinoco
. Isla Las Piedras
. Isla Atures
. Isla La Tortuga
. Isla Pintado

## Galería de Fotos

Fotos de Puerto Ayacucho
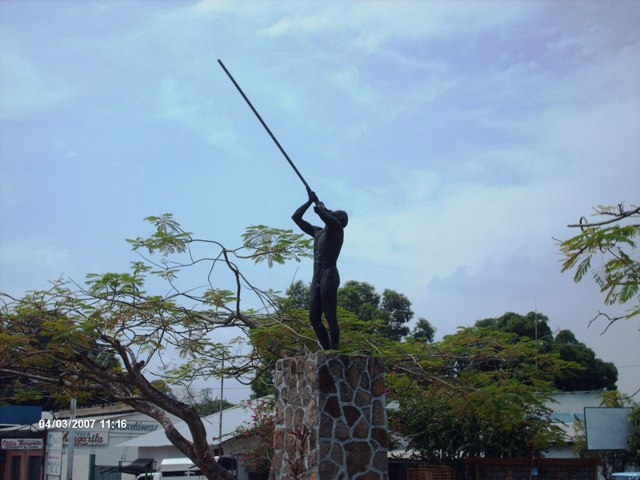
Redoma El Indio, Puerto Ayacucho, estado Amazonas. Venezuela 02
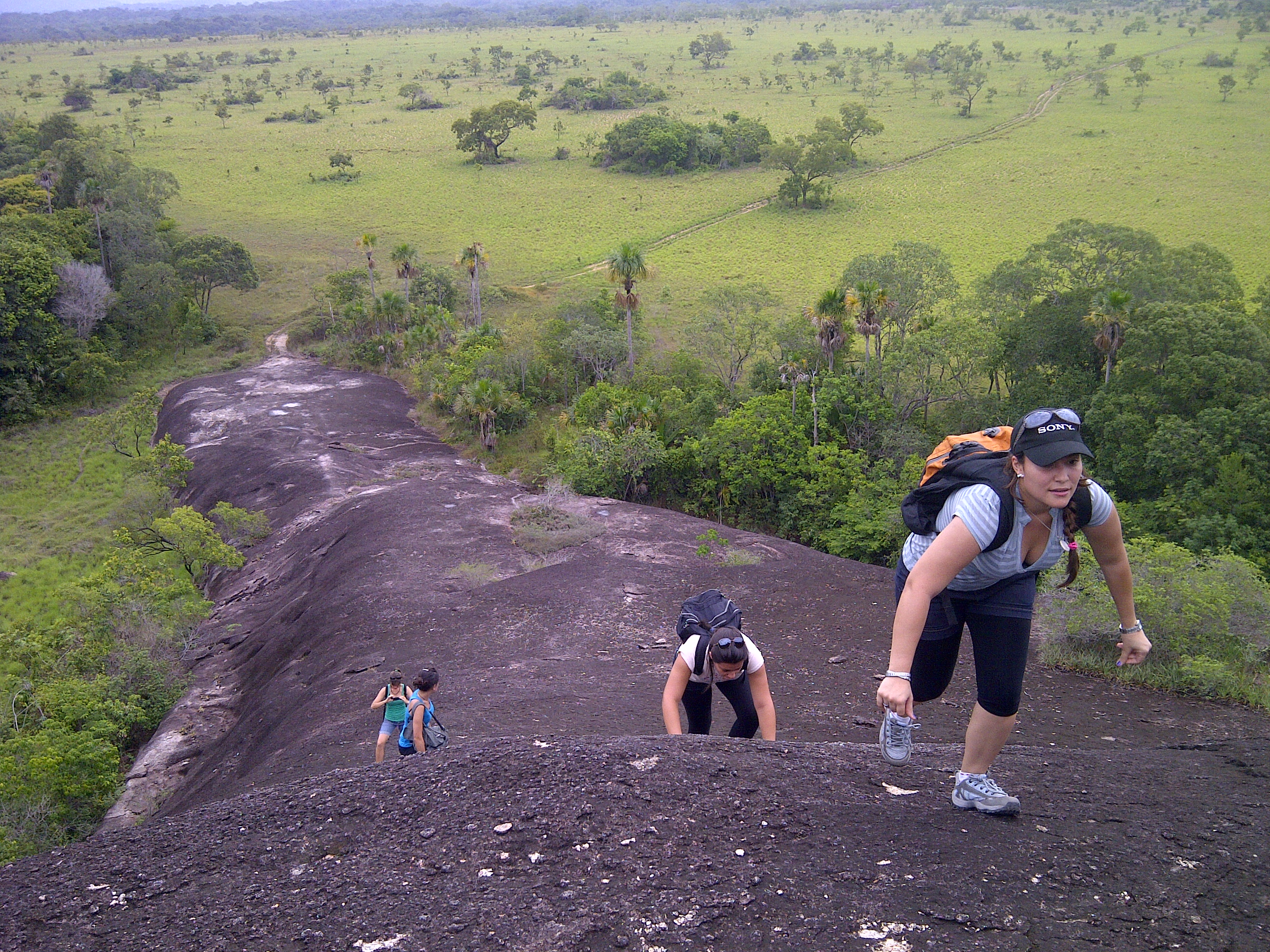
Escalada en el monumento Piedra de la Tortuga
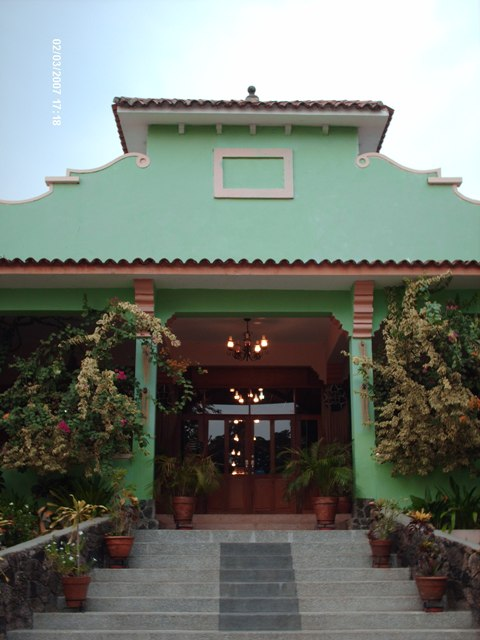
Hotel Gran Amazonas. Puerto Ayacucho, estado Amazonas. Venezuela
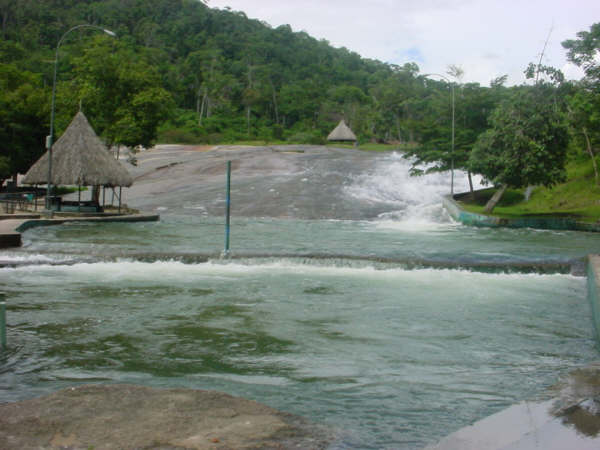
Tobogán de la selva
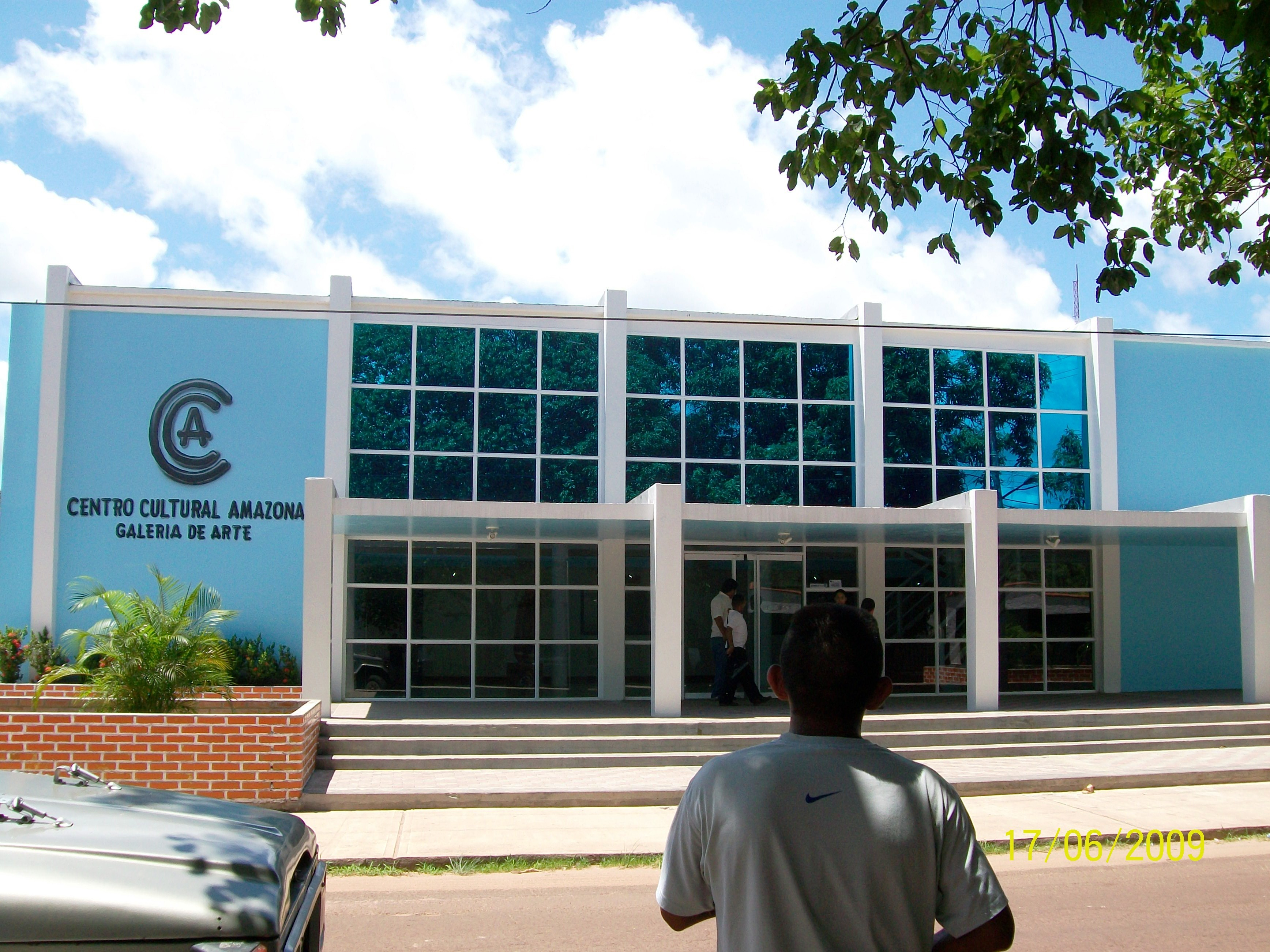
Centro cultural Amazonas-galeria de arte, Puerto Ayacucho, Amazonas, Venezuela
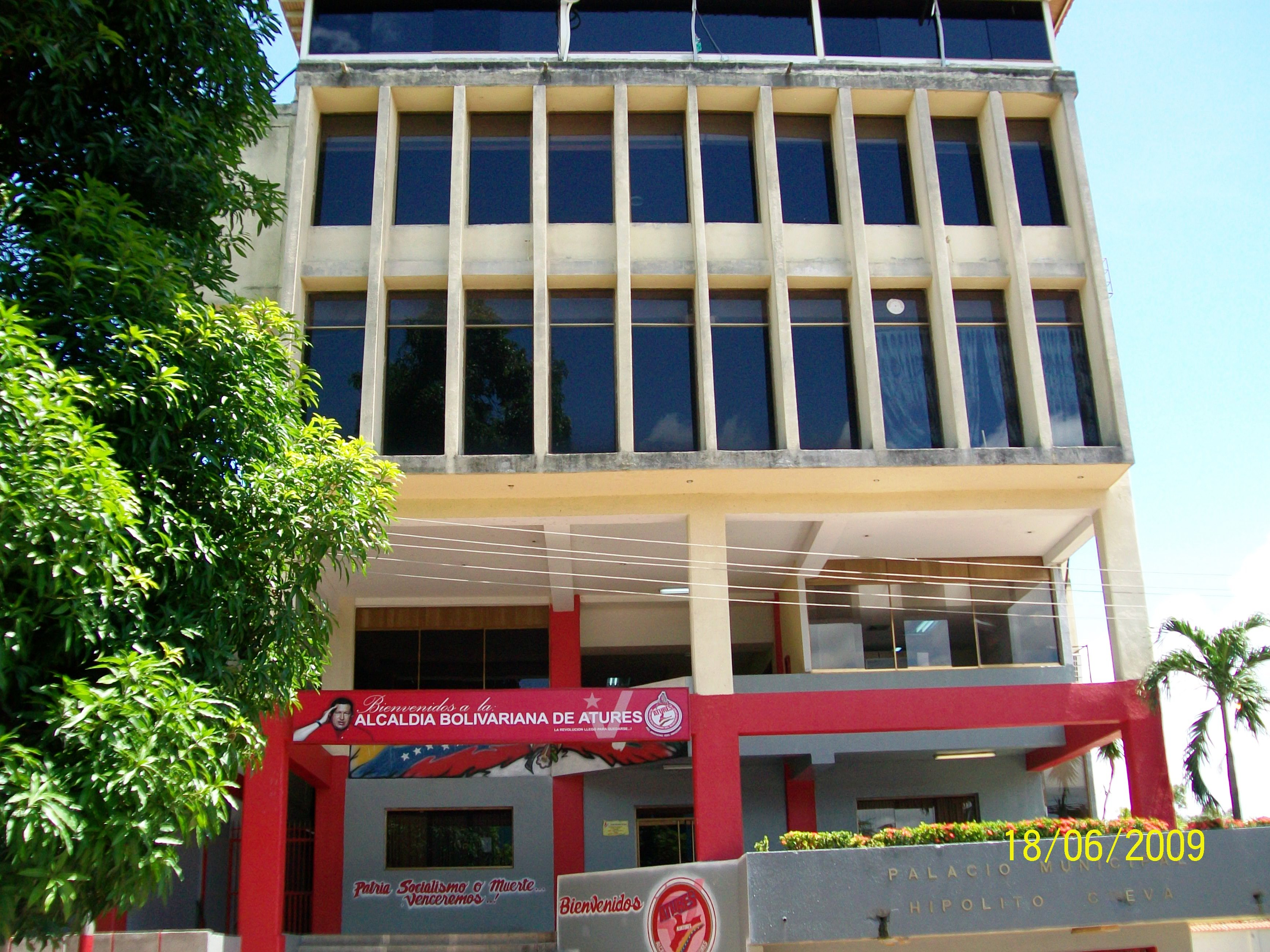
Edificio de la alcaldía de Puerto Ayacucho
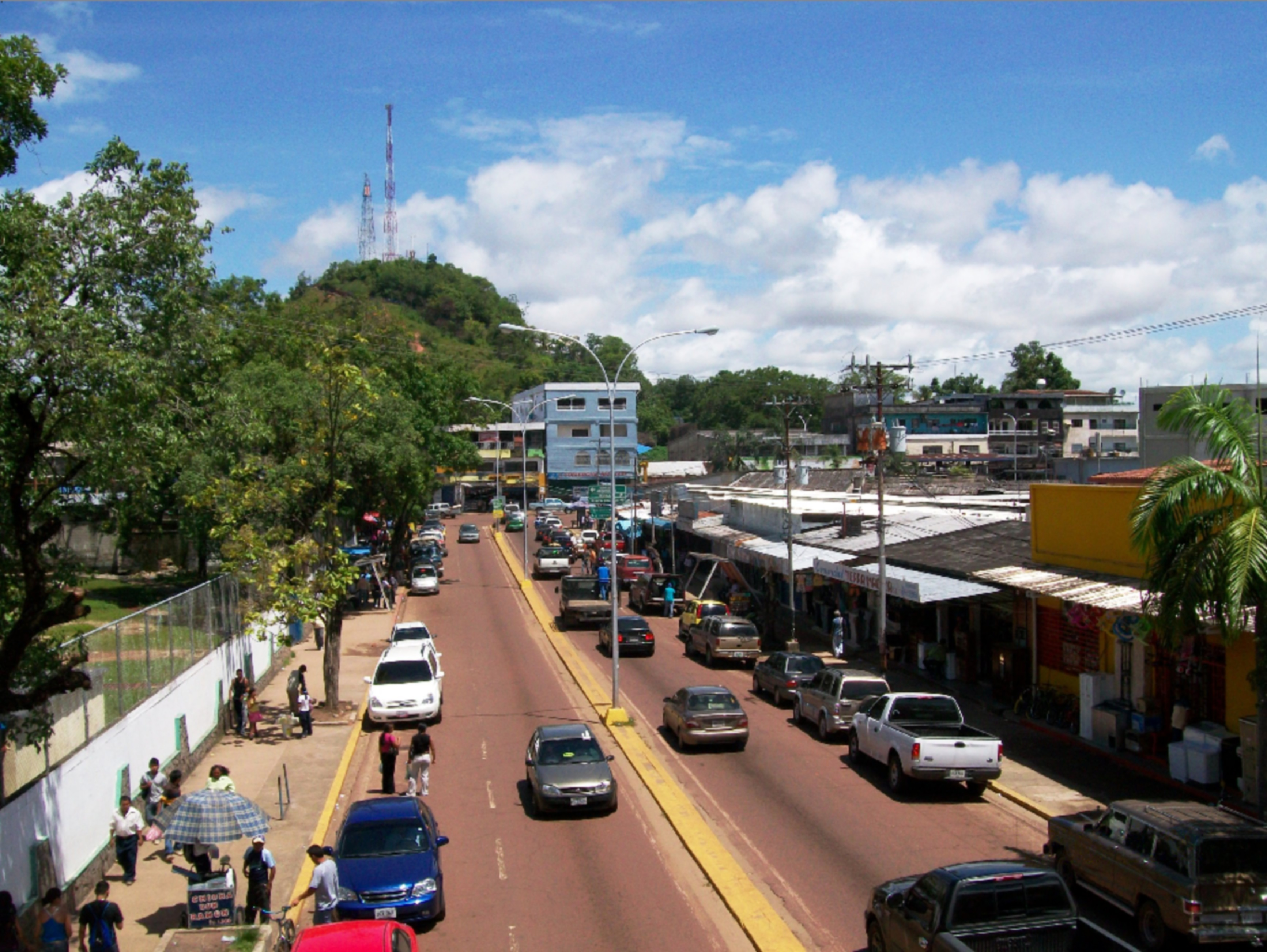
Avenida 23 de enero
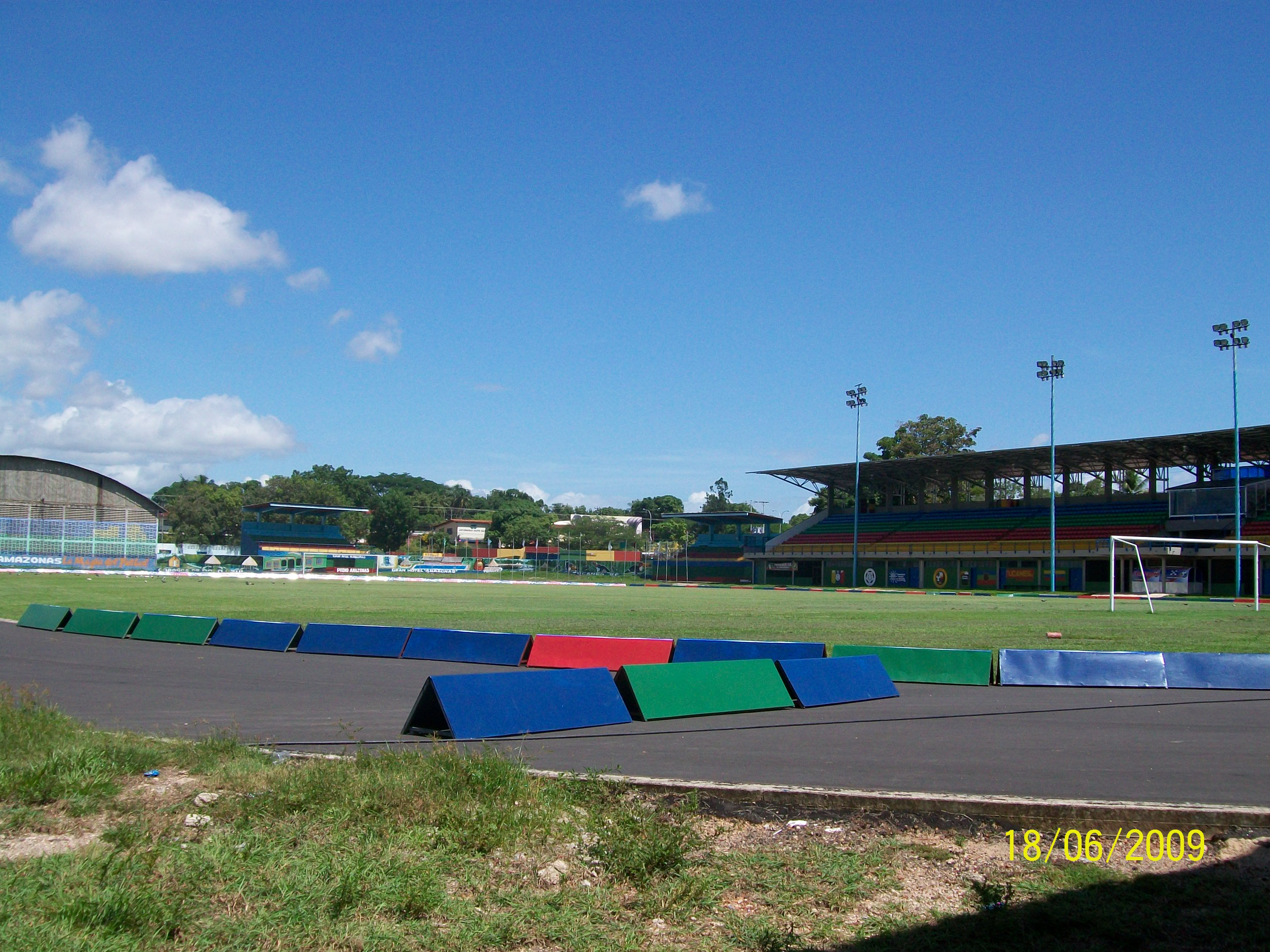
Estadio Antonio José de Sucre
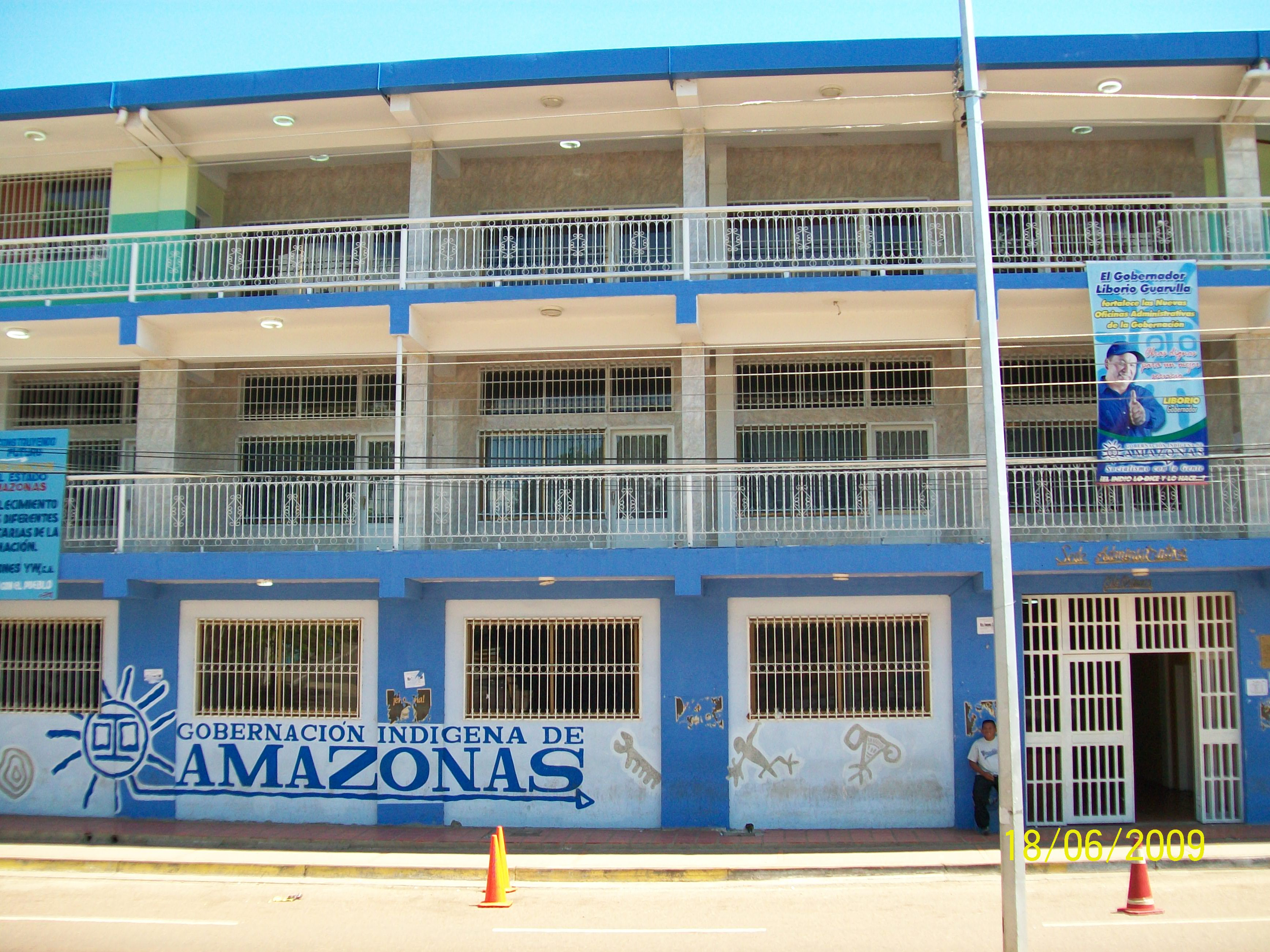
Gobernación de Edo. Amazonas
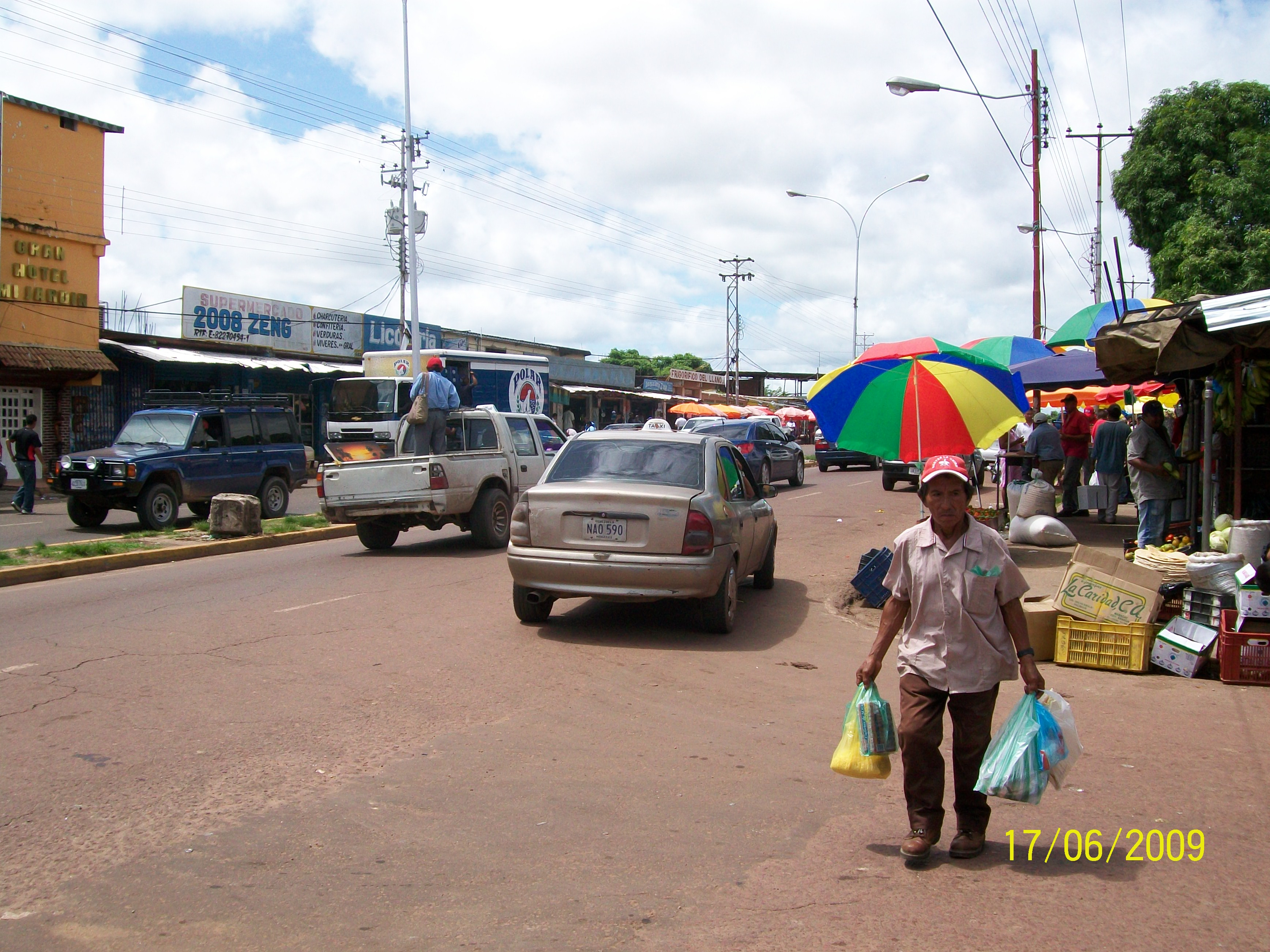
Mercado indígena
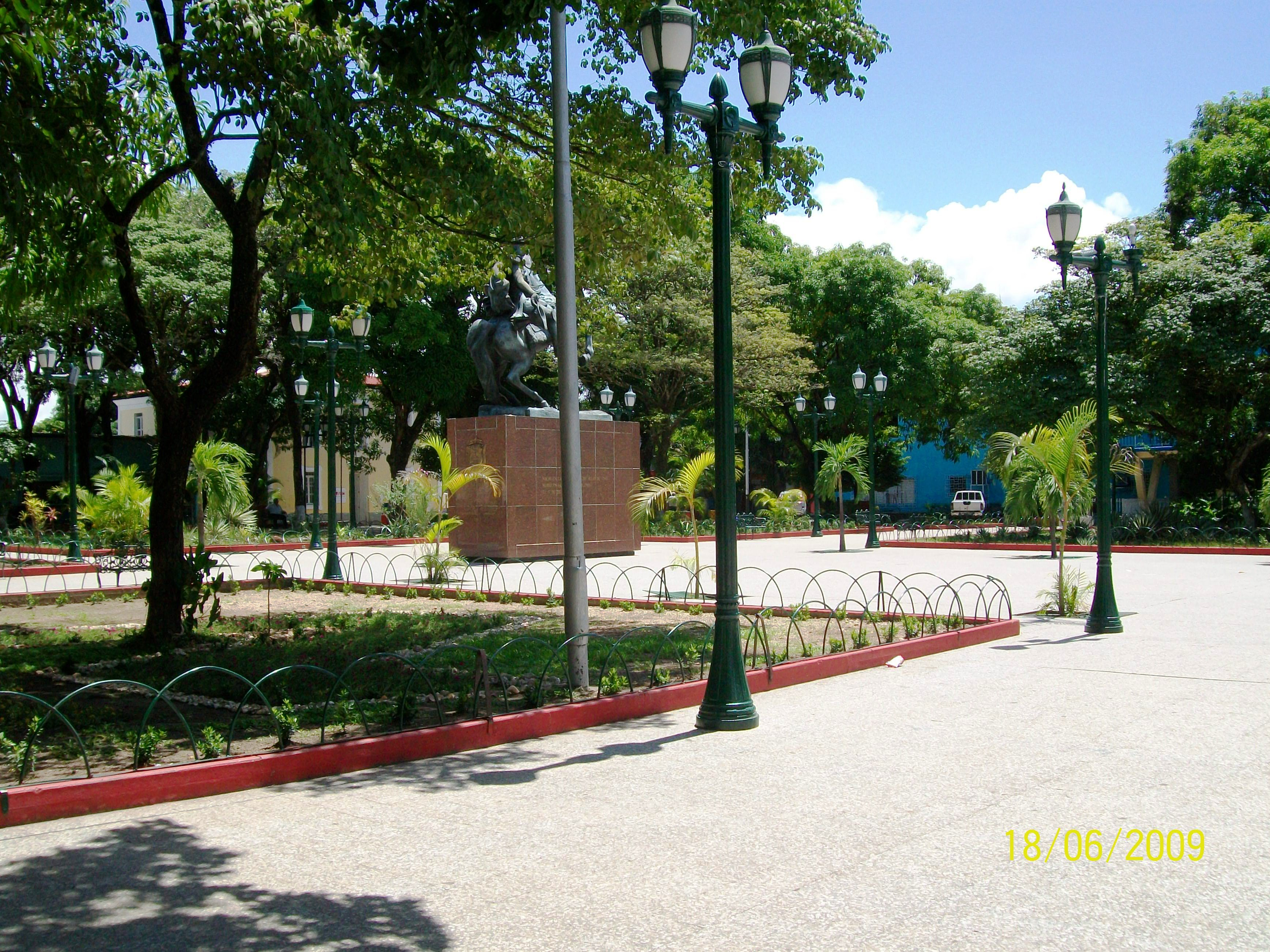
Plaza Bolívar de Puerto Ayacucho
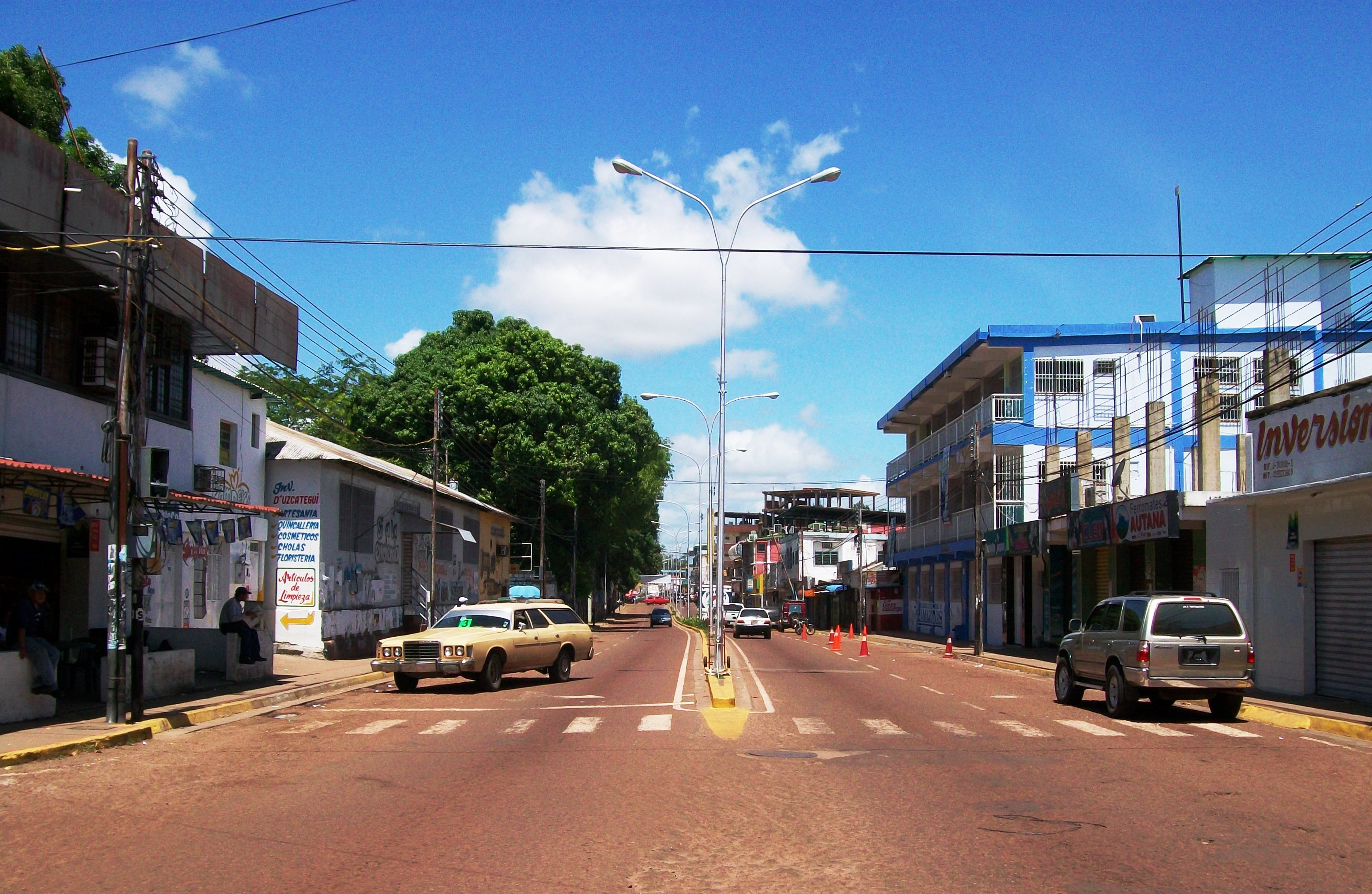
Avenida Orinoco
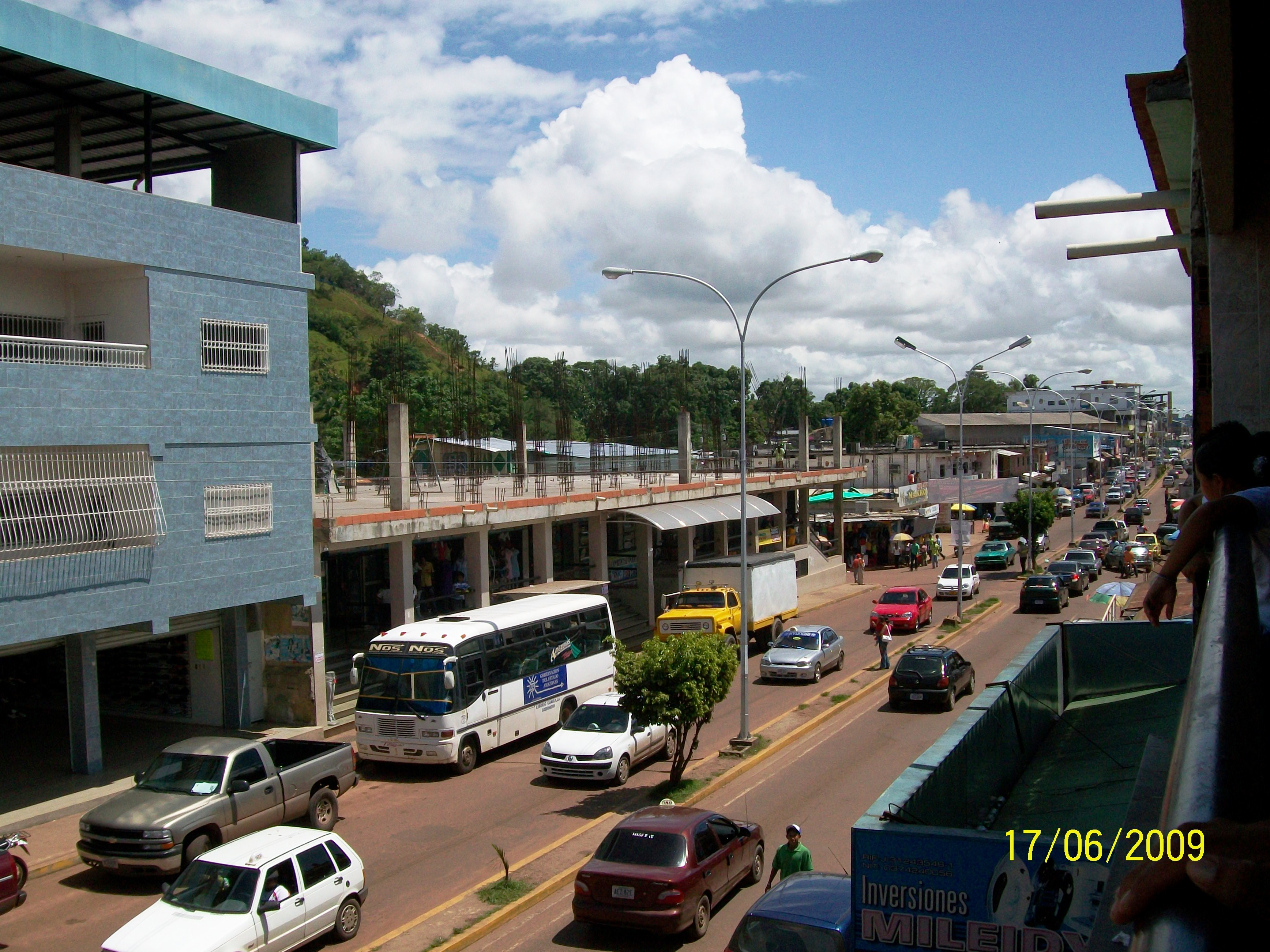
Vista del centro de pto.ayacucho desde un edificio comercial-venezuela
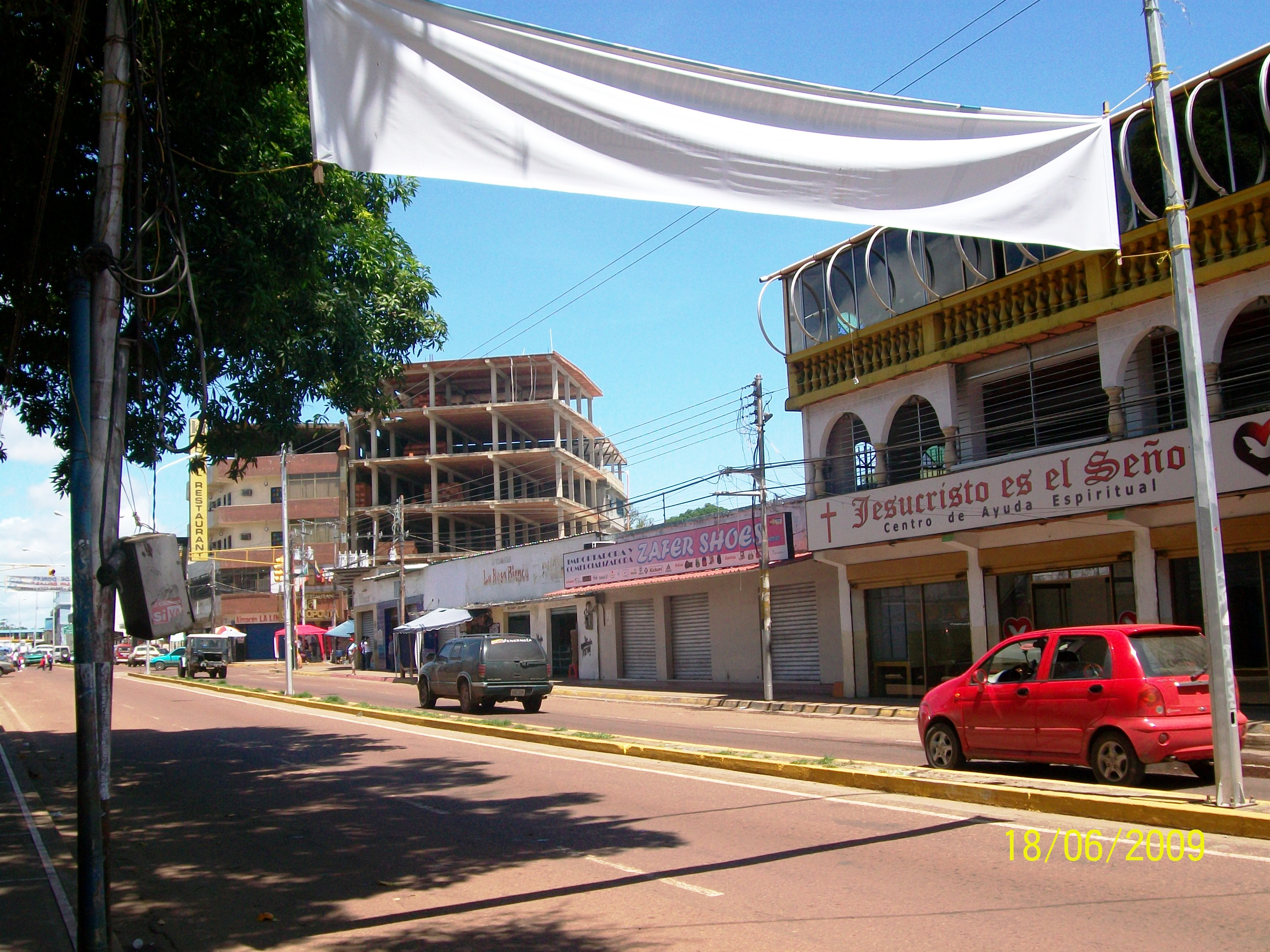
Vista del hotel cosmopolita en el centro de pto.ayacucho-venezuela

## Relieve
Puerto Ayacucho al estar ubicada en el norte del Estado Amazonas está rodeada de montañas del Macizo Guayanes, y tener en cuenta que la ciudad también posee islas solitarias en el Río Orinoco en plena frontera con Colombia.
Monumento Natural Piedra La Tortuga
El Monumento Natural Piedra La Tortuga o más conocida como piedra la tortuga es una especie de montaña con forma de Piedra ubicada en el sur de Puerto Ayacucho, y está montaña rodeada por llanuras y Plantas, y es un misterio en el relieve de la ciudad, su nombre tiene sentido porque piedra significa montaña y tortuga significa que existen muchas especies de Tortugas.

## Hotelería
Hoteles
. Hostelería Miramar
. Hotel Apure
. Hotel Venetur Amazonas
. Hotel Tierra Mágica
. Hotel City Center
. Hotel Perimetral
. Hotel Las Orquídeas
Posadas Turísticas
. Posada Turística Manapiare
. Posada Kiomy
. La Casa de la Piedra
. Hotel Waraira 2022 CA
. El Yopal
. Posada Tobogán de la Selva
. Posada Mahuaruni